# Toshiyuki Shiga
 (février 2021).
Si vous disposez d'ouvrages ou d'articles de référence ou si vous connaissez des sites web de qualité traitant du thème abordé ici, merci de compléter l'article en donnant les références utiles à sa vérifiabilité et en les liant à la section « Notes et références ».
Toshiyuki Shiga (né le 16 septembre 1953 à Osaka, Japon) est un homme d'affaires japonais directeur général de Nissan.
Il étudia à la faculté d'économie de l'université de la préfecture d'Osaka et rejoint le groupe Nissan en 1976.